# Bonner Sommertheater
Bonner Sommertheater war in der Bonner Republik der 1980er Jahre ein gebräuchlicher, ironisch geprägter Ausdruck für die politisch zweitrangigen Ereignisse und Diskussionen, die während der parlamentarischen Sommerpause in Bonn stattfanden.
Der Begriff bezeichnete die jährlich wiederkehrende Situation, dass die Angehörigen der Bundesregierung sowie die führenden Mitglieder der Parteien während der acht bis zehn Wochen dauernden Sommerpause mehrheitlich Bonn zum Urlaub verließen und die verbleibende, wenig bedeutsame bundespolitische Arbeit in einer ansonsten von nahezu allen Politikern verlassenen Bundeshauptstadt Hinterbänklern überließen, die man dieser Funktion wegen oftmals scherzhaft als Stallwächter bezeichnete. Diese sonst kaum oder gar nicht in Erscheinung tretenden Parlamentarier zeigten regelmäßig die Neigung, die Gelegenheit zu nutzen, um Aufmerksamkeit in den Medien zu erfahren. Folge waren von den in Bonn zurückgebliebenen Abgeordneten sehr lebhaft und verbissen geführte politische Diskussionen und Auseinandersetzungen um zumeist nebensächliche Themen, deren tatsächliche politische Tragweite für gewöhnlich äußerst gering war und die mit der Rückkehr der tatsächlich ausschlaggebenden Politiker nach der Sommerpause rasch wieder verschwanden, ohne nennenswerte Spuren zu hinterlassen.
Da diese Ereignisse häufig Züge einer Theaterinszenierung trugen – die in Sachen Medienpräsenz und öffentlichen Auftritten wenig geübten in Bonn verbliebenen Parlamentarier agierten oft bühnenhaft überzogen, so dass die Diskussionen um nebensächliche Fragen sich entsprechend dramatisch oder burlesk ausnahmen, zuweilen sogar unfreiwillig komisch – bürgerte sich ab einem nicht mehr genau bestimmbaren Zeitpunkt die Bezeichnung Bonner Sommertheater für diese Vorgänge ein und wurde zu einem stehenden Begriff, der bis zum Ende der Bonner Republik in Gebrauch blieb.
In der Folge wurden in der neu erkorenen Bundeshauptstadt Berlin so genannte Stallwächterparties zu einer regelmäßig stattfindenden Institution.